# ISG商学院
ISG商学院（Institut supérieur de gestion，ISG），是法国的一所商学院，创建于1967年。目前有来自全球50个国家大约1,500名全日制的注册学生，开设超过10门的学位课程。

## 著名校友
- 弗朗索瓦·巴鲁安（François Baroin），法国政治人物，歷任财政部长（2011-2012）、內政部長（2007）、預算部長（2010-2011）暨政府發言人（2010-2011）、海外部長（2005-2007）。[2]
- 里斯特（Franck Riester），法國政治人物，外貿部長（2020-）、文化部長（2018-2020）。